# Marvel’s Daredevil
Marvel’s Daredevil, auch Daredevil genannt, ist eine US-amerikanische Fernsehserie von Drew Goddard, die auf den Figuren des gleichnamigen Comics von Marvel aufbaut. Sie spielt im Marvel Cinematic Universe (MCU) und ist die erste Serie von vier Netflix-Serien, die schließlich zu einer Crossover-Serie namens Marvel’s The Defenders führen. Showrunner der ersten Staffel ist Steven S. DeKnight.
Charlie Cox spielt die titelgebende Hauptrolle des Matt Murdock/Daredevil, einem Rechtsanwalt bei Tag, der nachts gegen das Verbrechen kämpft. Die erste Staffel zeigt ihn am Anfang seiner Verbrechensbekämpfung, während des Aufstiegs von Wilson Fisk. Die zweite Staffel behandelt das Erscheinen des Punishers, Elektras und den Kampf gegen die Organisation „Die Hand“. In der dritten Staffel bekommt es Daredevil dann mit Bullseye zu tun, welcher als Handlanger für Fisk dient.
Alle 13 Episoden der ersten Staffel wurden gleichzeitig am 10. April 2015 von Netflix per Streaming sowohl in den USA als auch im deutschsprachigen Raum veröffentlicht. Bereits elf Tage später gab Netflix die Produktion einer zweiten Staffel bekannt. Die zweite Staffel wurde am 18. März 2016 in allen Netflix-Territorien, einschließlich Deutschland, Österreich und der Schweiz, veröffentlicht.
Im Juli 2016 verlängerte Netflix die Serie um eine dritte Staffel und gab zusätzlich die Produktion einer Spin-off-Serie unter dem Namen Marvel’s The Punisher bekannt. Staffel drei erschien am 19. Oktober 2018 auf Netflix.
Im November 2018 stellte Netflix die Serie nach drei Staffeln ein. Im Mai 2022 wurde bekannt, dass an einer Neuauflage der Serie mit dem Titel Daredevil: Born Again gearbeitet wird, die seit dem 4. März 2025 auf Disney+ veröffentlicht wird.

## Handlung

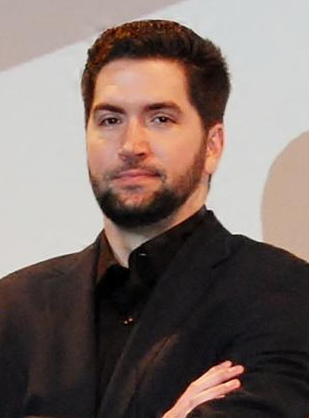
Serienschöpfer Drew Goddard

### Staffel 1
Im Alter von neun Jahren erblindete der junge New Yorker Matt Murdock bei einem Unfall durch Chemikalien. Dabei wurden aber seine anderen Sinne extrem geschärft, wodurch er beispielsweise den Herzschlag eines mehrere Meter entfernten Menschen problemlos hören kann, oder in der Lage ist, Parfüm noch durch mehrere Wände hindurch zu riechen. Er lebte damals im New Yorker Viertel Hell’s Kitchen in Manhattan bei seinem Vater Jack, der als Preisboxer immer wieder in dubiose Wettgeschäfte hineingezogen wurde, die ihn schließlich sein Leben kosteten. Später wurde Matt von dem Blinden „Stick“ – der ähnlich scharfe Sinne hat wie er – in der Kampfkunst unterrichtet und studierte dann Jura.
Zu Beginn der Serienhandlung eröffnet der mittlerweile erwachsene Matt zusammen mit seinem besten Freund Foggy eine bescheidene Anwaltskanzlei. Gleichzeitig beginnt er, seine besonderen Fähigkeiten gegen Unrecht und Kriminalität in Hell’s Kitchen einzusetzen. Schnell findet er sich einer gut organisierten Vereinigung mehrerer Verbrechersyndikate gegenübergestellt, die Menschen- und Drogenhandel betreiben und durch Bestechung auch Polizei und Politik unter ihrer Kontrolle haben. Wilson Fisk, der Anführer eines der Verbrechersyndikate, reißt nach und nach die Macht in Hell’s Kitchen an sich und schaltet seine Konkurrenten einen nach dem anderen aus. Während Matts Partner Foggy und deren Sekretärin Karen versuchen, Fisk zusammen mit dem Reporter Ben Urich auf legale Weise zur Strecke zu bringen, nimmt Matt das Recht in seine eigene Hand und bekämpft Fisk und die anderen Verbrechersyndikate mithilfe seiner besonderen Fähigkeiten.

### Staffel 2
Nach Fisks Verurteilung werden die Mitglieder von drei Verbrecherorganisationen auf brutale Weise getötet. Es stellt sich heraus, dass diese Taten alle von Frank Castle verübt wurden, der von den Medien bald „Punisher“ (dts. „Bestrafer“) genannt wird. Die drei Gruppen sind für den Tod von Castles Familie verantwortlich. Als dieser mit Daredevils Hilfe von der Polizei verhaftet werden kann, übernehmen Foggy und Matt seine Verteidigung, als Karen entdeckt, dass Castle keinen fairen Prozess bekommen soll. Während Foggy und Karen hart an Castles Verteidigung arbeiten, wird Matt von seiner Ex-Freundin Elektra abgelenkt. Diese wurde – wie er auch – schon als Kind von Stick zu einer Kämpferin ausgebildet. Gemeinsam bekämpfen sie eine uralte und mysteriöse asiatische Vereinigung, die sich „Die Hand“ nennt.
Zwischen Foggy und Matt entstehen zunehmend Spannungen, da Matts Doppelleben negativen Einfluss auf ihre gemeinsame Arbeit hat. Nachdem sie den Punisher-Prozess spektakulär verloren haben, weil Castle im Zeugenstand überraschend darauf besteht, dass er für seine Taten voll verantwortlich sei, lösen Foggy und Matt ihre Kanzlei auf. Durch die Vermittlung einer alten Freundin wird Foggy in Jeri Hogarths Kanzlei angestellt; Karen, die auch während und nach dem Prozess weiter die Hintergründe zu Castles Taten untersucht, kommt mit Unterstützung von Ben Urichs ehemaligem Chef Mitchell Ellison beim New York Bulletin unter.
Im Gefängnis trifft Castle auf Wilson Fisk, der den Punisher benutzt, um sich eine Machtstellung im Gefängnis zu sichern. Als Gegenleistung erhält Castle Informationen über den Mann, der für den Tod von Castles Familie verantwortlich ist. Fisk lässt Castle aus dem Gefängnis entkommen und Rache nehmen. Elektra und Matt kämpfen – bald unterstützt von Stick – weiterhin gegen die „Hand“. Deren Kopf ist der totgeglaubte Nobu; dieser erklärt Elektra zum „Black Sky“, der ultimativen Waffe der „Hand“. Elektra will sich jedoch nicht von der „Hand“ benutzen lassen und opfert sich im Kampf für Matt.

### Staffel 3
Nach den Ereignissen bei „The Defenders“ glauben Karen und Foggy, dass Matt tot ist und dieser lässt sie auch monatelang in dem Glauben. Nach dem Gebäudeeinsturz und den daraus resultierenden schweren Verletzungen wird Matt in der Kirche von Schwester Maggie verarztet und gepflegt. Später stellt sich heraus, dass sie seine leibliche Mutter ist, was Matt zufällig bei einem Gebet Maggies dank seines außergewöhnlich guten Gehörs mitbekommt. Karen ist zwischenzeitlich ein fester Bestandteil des New York Bulletin und dort als Reporterin unterwegs. Foggy arbeitet erfolgreich in Jeri Hogarths Kanzlei und lebt wieder mit Marci zusammen. In der Hoffnung, dass Matt doch noch leben und zurückkehren könnte, bezahlt Karen die Miete seiner Wohnung weiter.
Derweil sitzt Wilson Fisk nach seiner Verhaftung am Ende der zweiten Staffel immer noch im Gefängnis. Um Vanessa, welche als Komplizin gesucht wird, zu schützen, arbeitet Fisk als Kronzeuge für das FBI und sagt gegen alle in New York agierenden Verbrecherbanden aus. Special Agent Nadeem übernimmt die Betreuung von Fisk, da er selbst in finanziellen Schwierigkeiten steckt und hofft, sich so beweisen zu können, um beim FBI aufzusteigen. Nach einem fingierten Mordversuch an Fisk (stellt sich erst im Nachhinein heraus) wird dieser zum Schutz vom FBI aus dem Gefängnis geholt und in einer Suite untergebracht. Bei der Überführung wird der Konvoi angegriffen und Fisk überlebt nur dank der Hilfe von Agent Benjamin Poindexter (Bullseye), welcher im Alleingang die Angreifer ausschaltet.
Nachdem Fisk dafür gesorgt hat, dass Dex’ Leben den Bach heruntergeht (u. a. lässt Fisk Julie, Dex große Liebe, töten), manipuliert er Dex dazu, dass dieser ihm bei seinen Verbrechen hilft. Dex’ nimmt dabei die Rolle des Helden Daredevil ein und tötet Fisks Feinde um die Bevölkerung gegen Daredevil aufzuhetzen und diese glauben zu lassen, dass der echte Held dafür verantwortlich ist. Matt hatte den Anzug nach Ende bei „The Defenders“ abgelegt.
Matt teilt im weiteren Verlauf dann Karen und Foggy mit, dass er noch lebt und arbeitet fortan wieder mit Karen zusammen, während Foggy versucht sich zum Staatsanwalt wählen zu lassen, um Fisk endgültig das Handwerk zu legen. Dabei muss er allerdings feststellen, dass Fisk seine ganze Familie erpresst. Matt kann vor dem finalen Kampf Poindexter davon überzeugen, dass Fisk für den Tod von Julie verantwortlich ist. Nachdem dieser die Leiche gefunden hat, schwört er Rache an Fisk und greift diesen bei seiner Hochzeit mit Vanessa an, welche aufgrund des weitreichenden Einflusses von Fisk beim FBI wieder ins Land einreisen konnte. Matt hatte auf den Angriff von Poindexter spekuliert, da er es mit beiden gleichzeitig hätte nicht aufnehmen können. Als Daredevil mischt er sich in den Kampf der beiden ein und es entsteht ein großes Durcheinander, in welchem Fisk Poindexter schwer verletzen kann, indem er ihm die Wirbelsäule bricht. Im Anschluss wird Fisk dann von Matt fast totgeprügelt, allerdings kann Vanessa dies verhindern. Fisk wird verhaftet und wieder ins Gefängnis gebracht und Matt kann mit dem Thema endlich abschließen.
Zum Abschluss schlägt Foggy Matt und Karen vor, wieder zusammenzuarbeiten. Poindexter unterzieht sich später einer experimentellen Operation, um seine Wirbelsäule reparieren zu lassen.

## Figuren

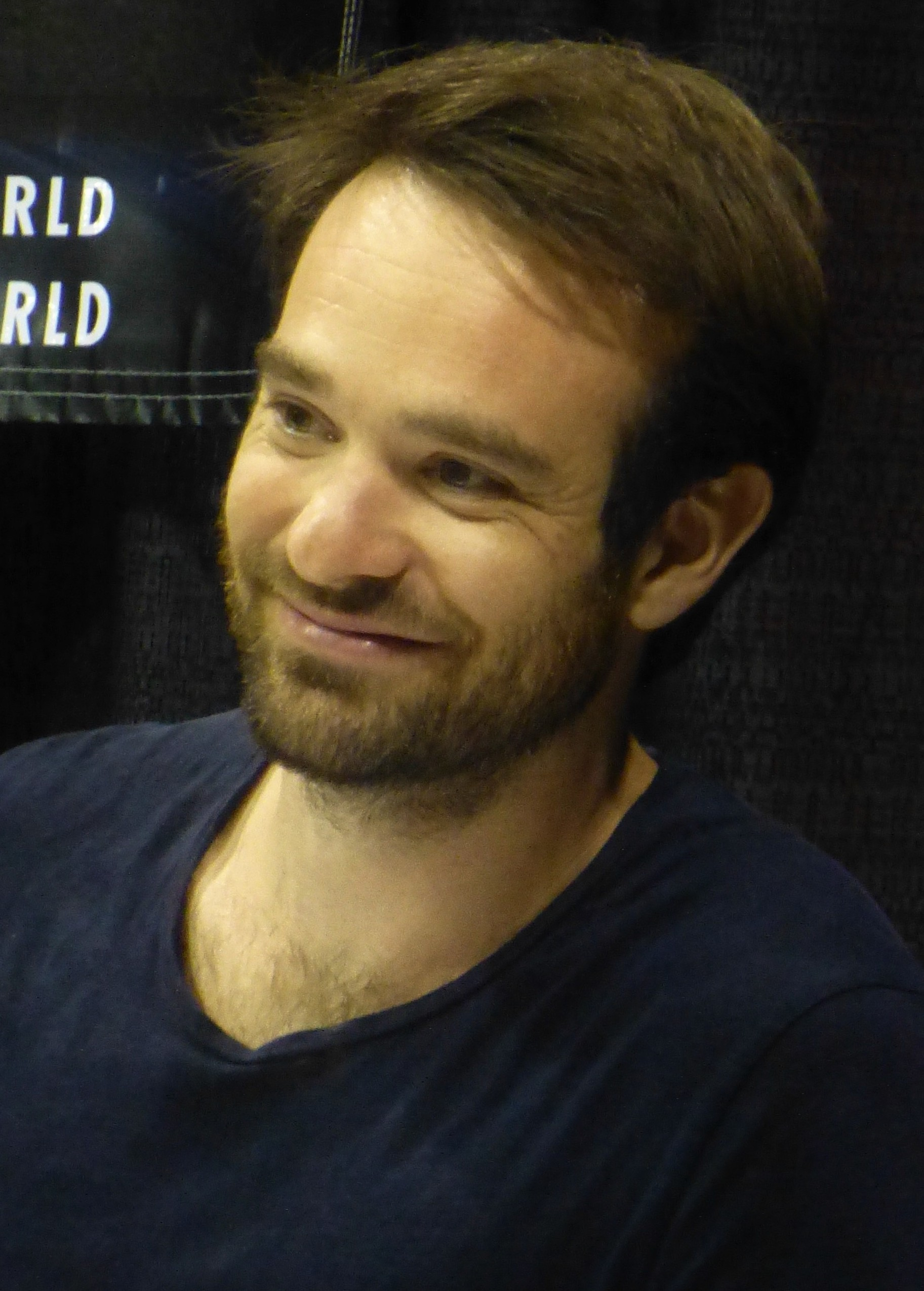
Charlie Cox spielt Matt Murdock / Daredevil
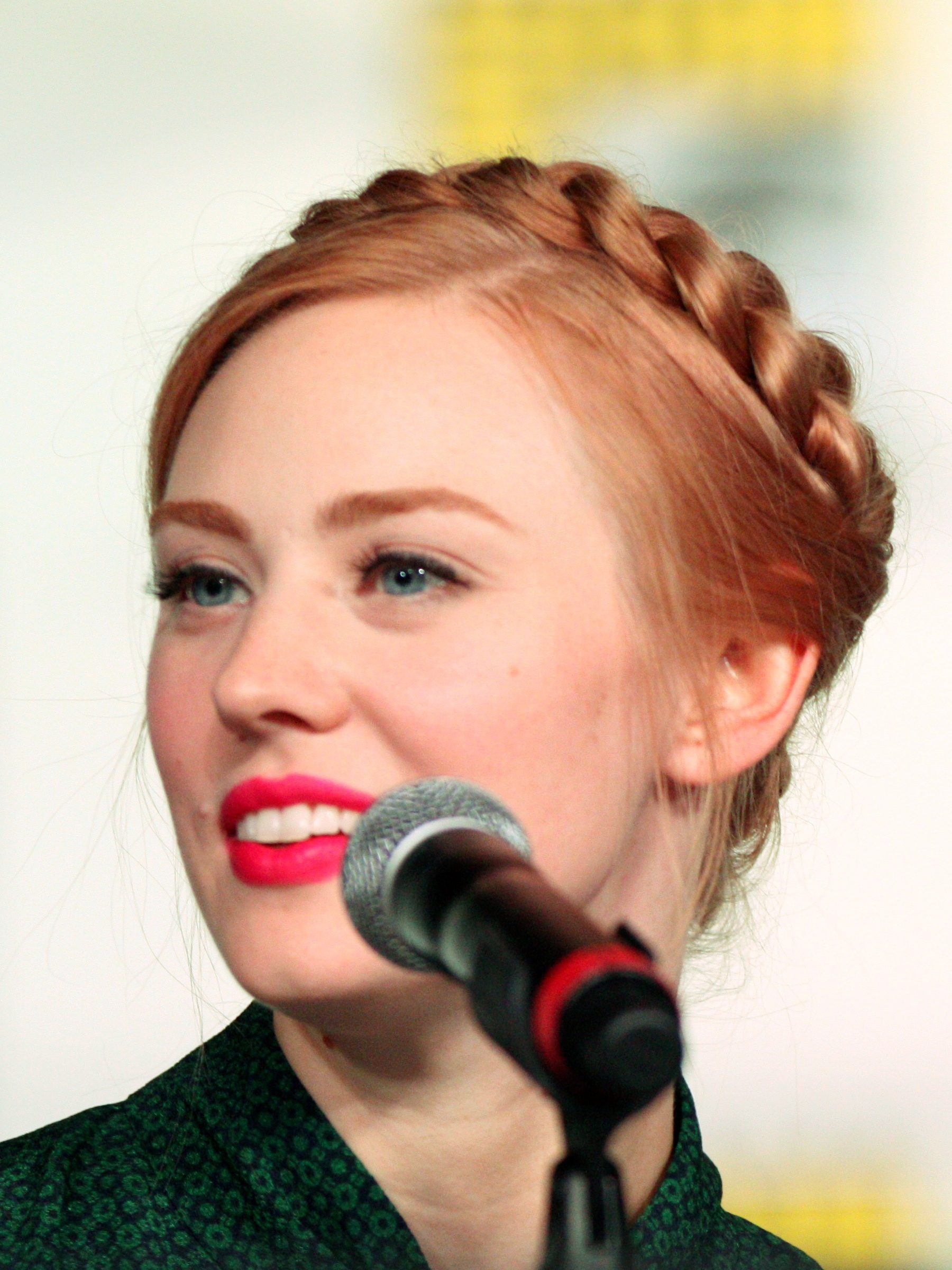
Deborah Ann Woll spielt Karen Page
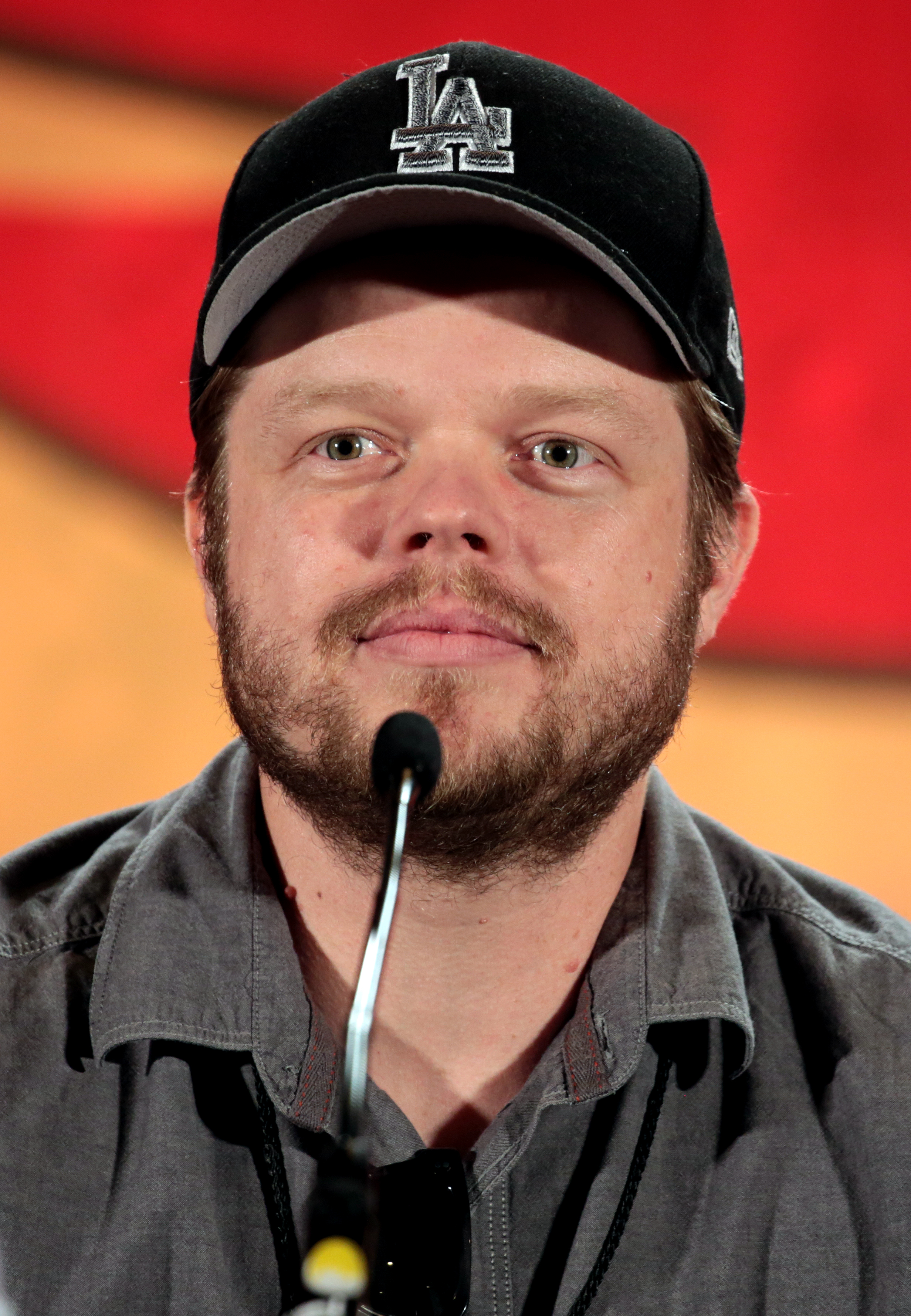
Elden Henson spielt Foggy Nelson
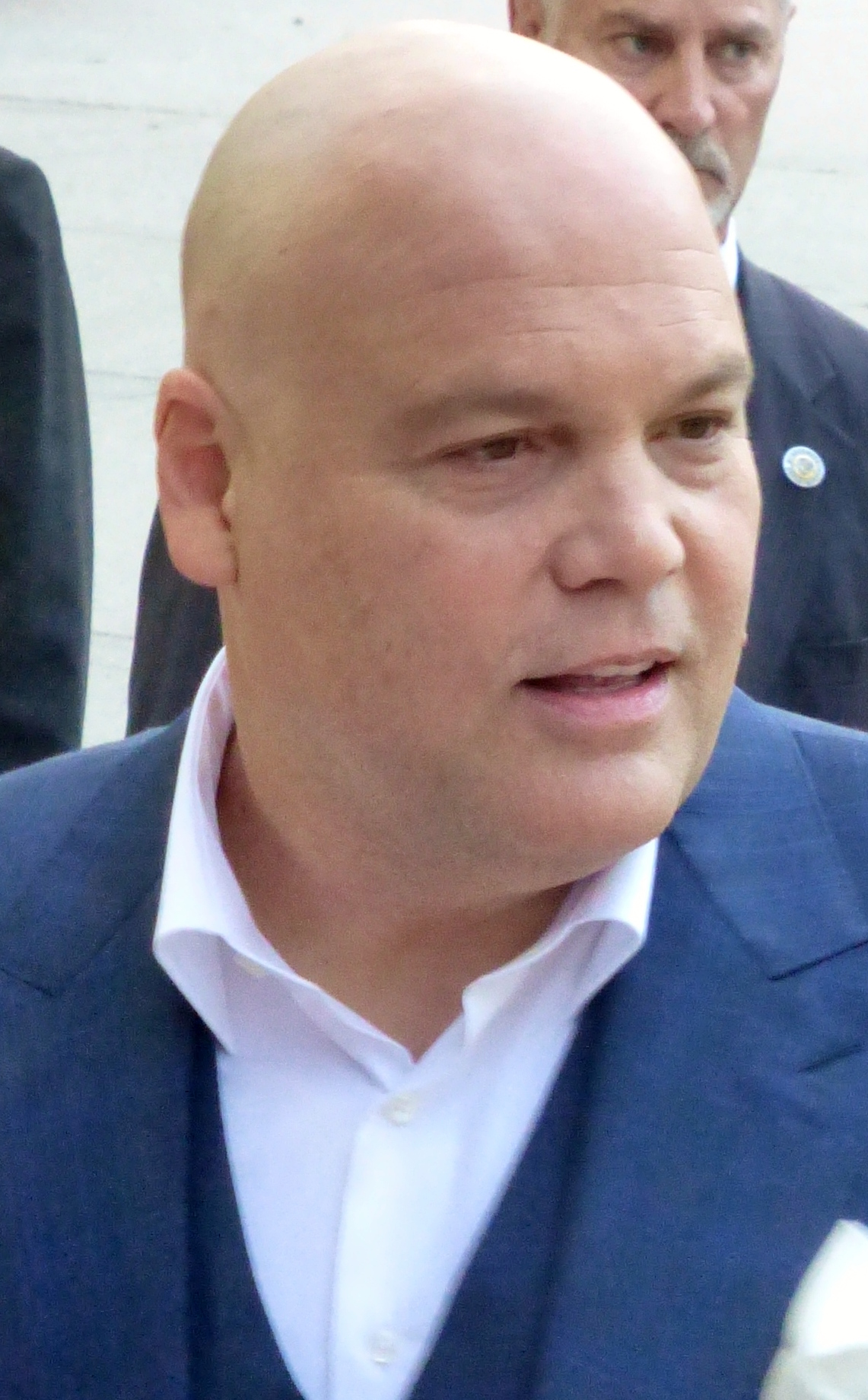
Vincent D’Onofrio spielt Wilson Fisk / Kingpin
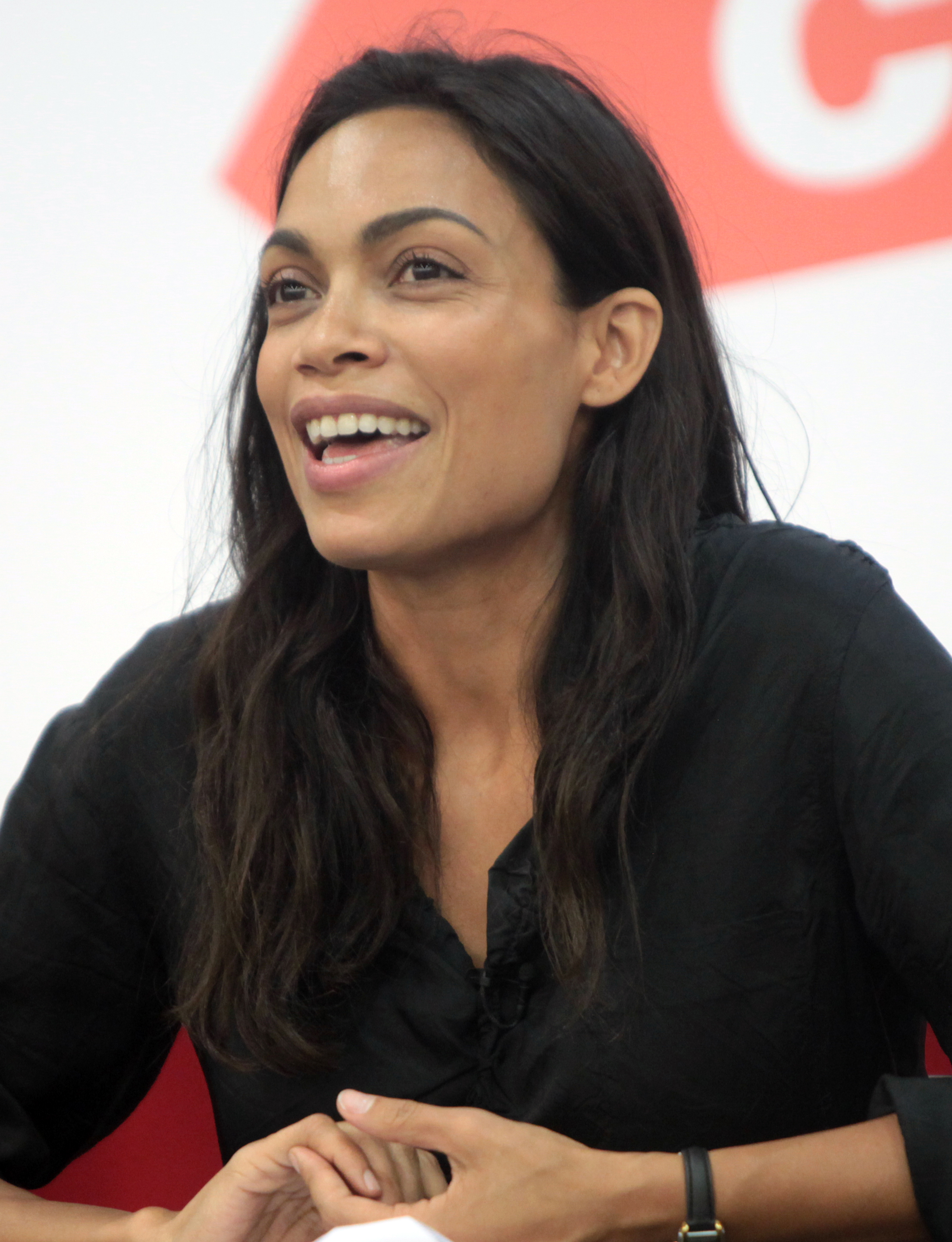
Rosario Dawson spielt Claire Temple
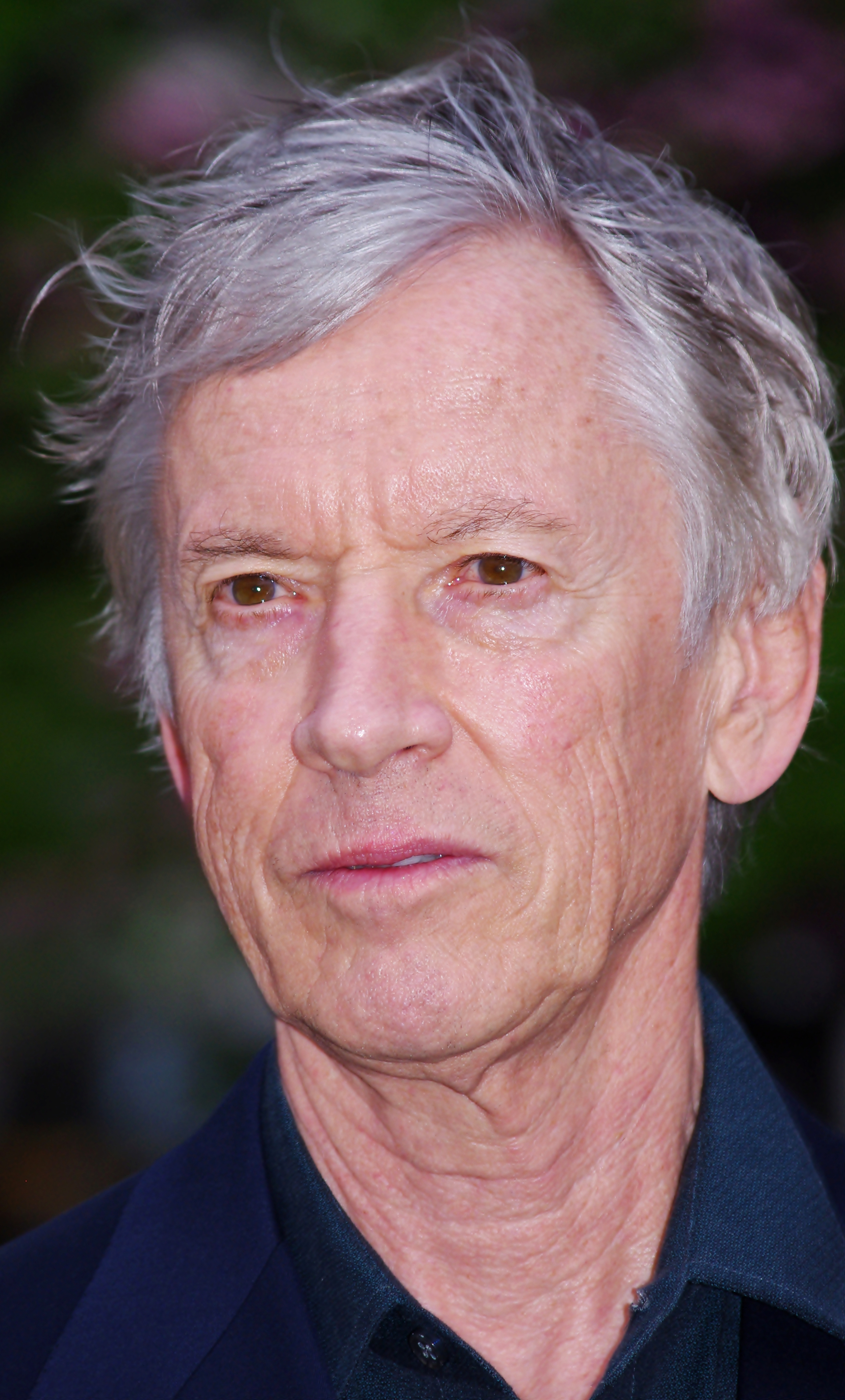
Scott Glenn spielt Stick
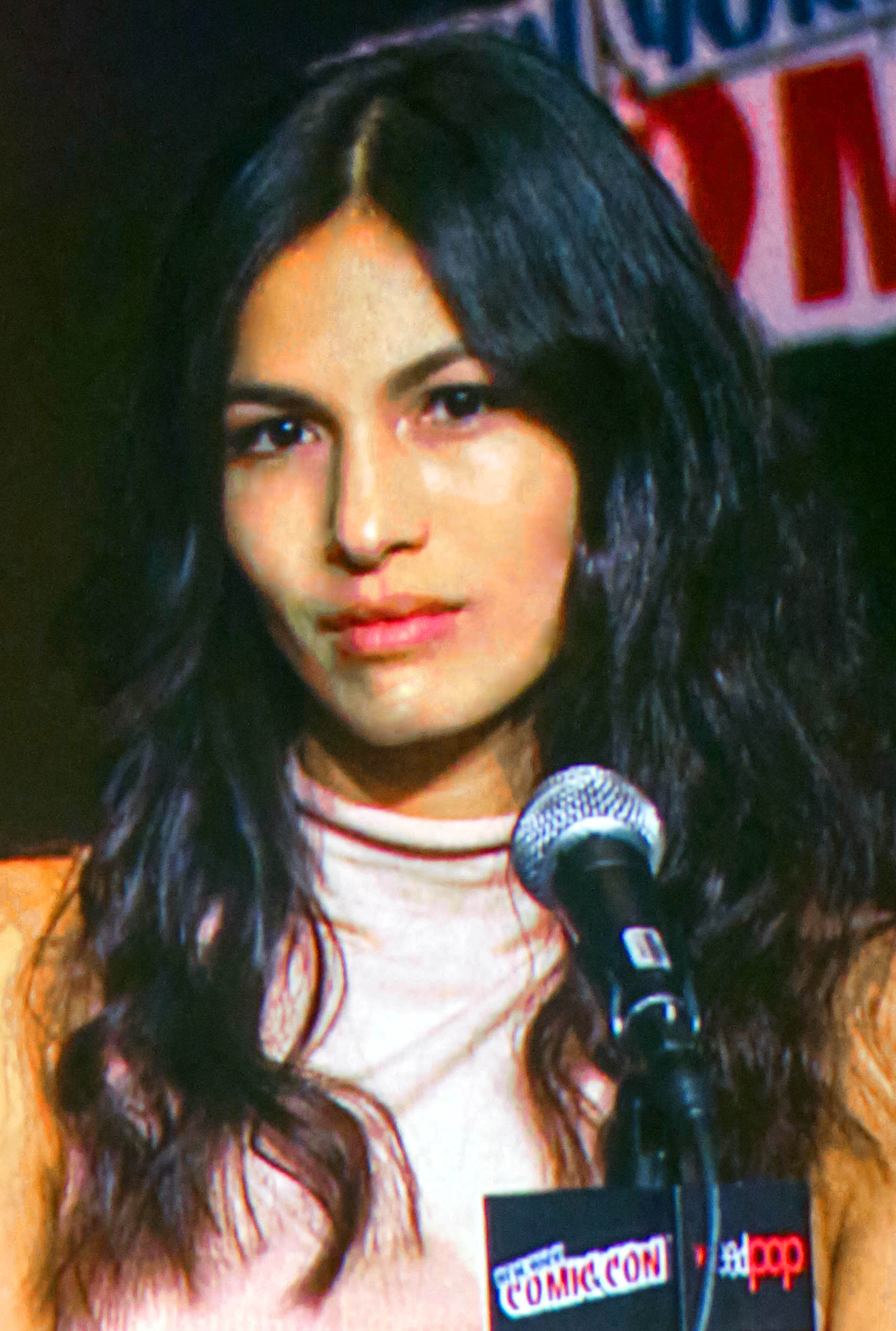
Élodie Yung spielt Elektra Natchios
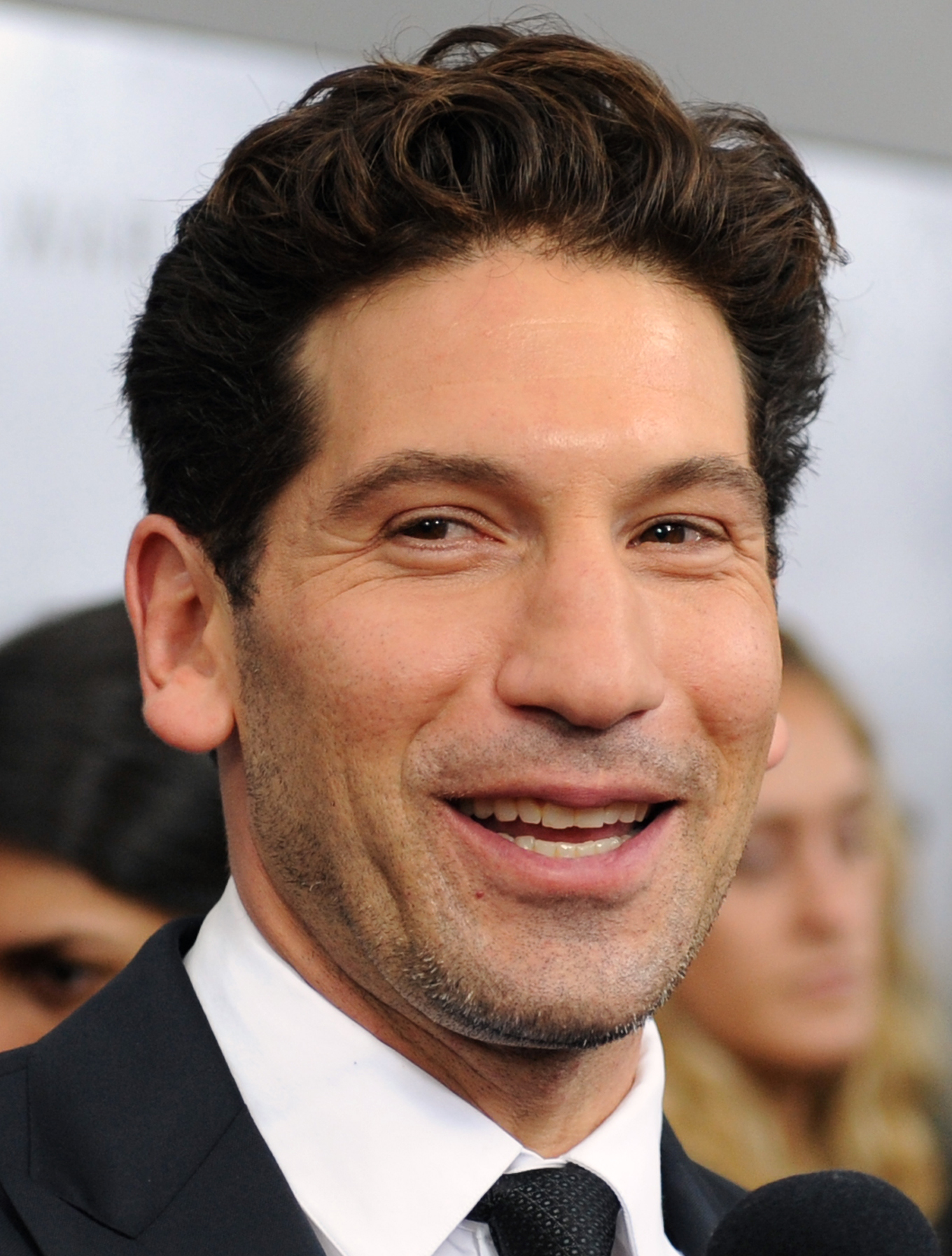
Jon Bernthal spielt Frank Castle / Punisher
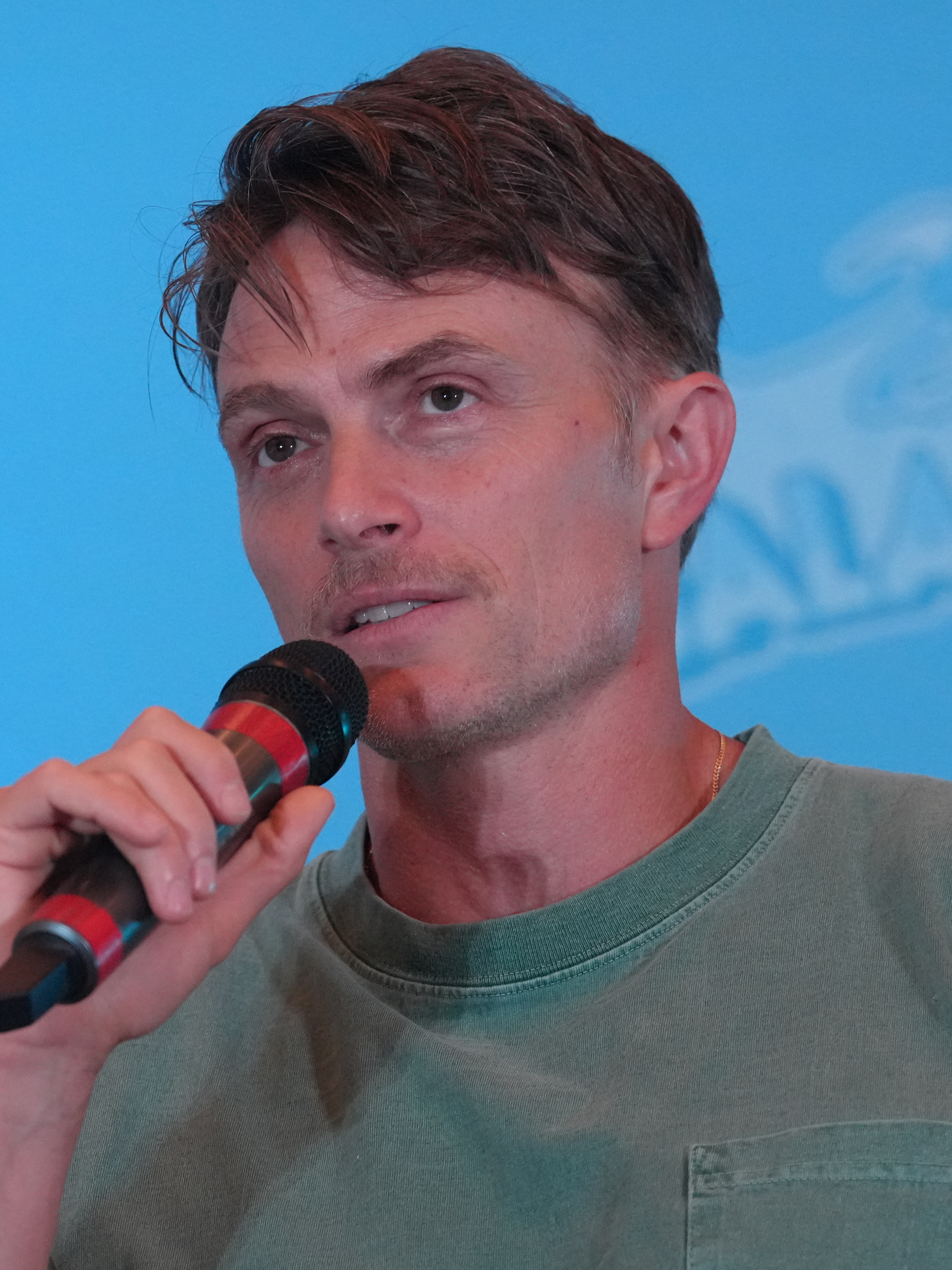
Wilson Bethel spielt Agent Benjamin Poindexter / Bullseye

Matt Murdock / Daredevil
Ein blinder Rechtsanwalt, der seit einem Unfall übernatürlich scharfe Sinne hat. Er nutzt seine Fähigkeiten, um das Verbrechen in seiner Heimat Hell’s Kitchen zu bekämpfen. Zunächst nur mit einer Maske getarnt, ab dem Ende der ersten Staffel unter dem Namen Daredevil in seinem charakteristischen roten Anzug.
Wilson Fisk / Kingpin
Ein mächtiger Geschäftsmann, und einer der Anführer der Verbrechersyndikate Hell’s Kitchens. Zu Beginn hält er sich sehr bedeckt, gibt sich aber schließlich in der Öffentlichkeit als Philanthrop. Er ist davon überzeugt, Hell’s Kitchen mit seinen Machenschaften letztlich zu verbessern, auch wenn er die Stadt dazu zunächst niederreißen muss. Er ist mit der Kunsthändlerin Vanessa Marianna liiert.
Foggy Nelson
Der beste Freund von Matt Murdock und dessen Partner in ihrer gemeinsamen Anwaltskanzlei. Er erfährt später von Matts Doppelleben. Dies verursacht schließlich Spannungen zwischen den beiden, weswegen sie ihre gemeinsame Kanzlei auflösen und Nelson bei Jeri Hogarth eine Anstellung findet.
Karen Page
Die engagierte Sekretärin von Matt und Foggy. Sie arbeitet für die beiden, seit ihr der Mord an einem Kollegen angehängt werden sollte, und Matt und Foggy sie erfolgreich verteidigt haben. Sie und ihr Kollege waren zufällig auf Fisks kriminelle Machenschaften gestoßen und sollten von diesem zum Schweigen gebracht werden. Sie arbeitet weiterhin aktiv daran, Fisks kriminelle Machenschaften aufzudecken. Auch nach dessen Festnahme ermittelt sie neben ihrer Arbeit weiter in anderen Fällen, immer in enger Zusammenarbeit mit der lokalen Zeitung. Nach der Auflösung der Kanzlei Nelson & Murdock fängt sie bei der Zeitung als Reporterin an.
Claire Temple
Eine Krankenschwester, die Matt nach seinen Einsätzen zu Hause wieder zusammenflickt.
Ben Urich
Ein erfahrener, engagierter investigativer Journalist, der Fisks Machenschaften aufdecken will und deswegen schließlich von diesem getötet wird.
Pater Lantom
Ein katholischer Pfarrer und Vertrauter von Matt. Er weiß von Matts Doppelleben, da dieser ihm während der Beichte davon berichtet.
James Wesley
Die rechte Hand und enger Vertrauter von Fisk. Er wird in der ersten Staffel von Karen Page erschossen.
Vanessa Marianna
Eine Kunsthändlerin und im Laufe der ersten Staffel die Lebensgefährtin von Fisk.
Leland Owlsley
Der Buchhalter der Verbrechersyndikate von Hell’s Kitchen. Nachdem er zusammen mit Gao ein Attentat auf Vanessa beauftragt hat, da diese Fisk abgelenkt haben soll, wird er von Fisk getötet.
Madame Gao
Anführerin der Triade in Hell’s Kitchen. Sie kontrolliert die Heroin-Produktion in der Stadt. Sie ist zusammen mit Owlsley in ein Attentat auf Vanessa verwickelt, und verschwindet, bevor Fisk davon erfährt. Nach Fisks Fall setzt sie ihre verbrecherischen Machenschaften in Hell’s Kitchen wieder fort.
Vladimir Ranskahov
Zusammen mit seinem Bruder Anatoly Anführer der Russenmafia in Hell’s Kitchen. Er ist für die Logistik im Drogen- und Menschenhandel zuständig. Er wird von Fisk hintergangen und stirbt ebenso wie sein Bruder in der ersten Staffel.
Nobu
Anführer der Yakuza in Hell’s Kitchen. Bei einem Kampf mit Daredevil stirbt er vermeintlich, kehrt jedoch später als Anführer der Geheimorganisation „Die Hand“ zurück.
Stick
Matts blinder ehemaliger Mentor und Kampfkunstlehrer. Im Gegensatz zu Matt hat er keine Skrupel, Menschen zu töten, weswegen die beiden oft aneinandergeraten. Er führt die Geheimorganisation The Chaste an, die „Die Hand“ bekämpft.
Marlene Vistain
Sie ist die Mutter von Wilson Fisk. Nachdem Karen Page und Ben Urich sie ausfindig gemacht und ihr belastende Informationen über Fisk entlockt haben, tötet Fisk Urich.
Frank Castle / Punisher
Ein dekorierter Kriegsveteran. Nachdem seine Familie bei einem missglückten Drogen-Großdeal mehrerer Verbrecherorganisationen, der in eine Schießerei ausgeartet ist, zufällig ins Kreuzfeuer geraten und getötet worden sind, nimmt er Rache, indem er alle Mitglieder besagter Verbrecherorganisationen brutal ermordet.
Elektra Natchios
Wie Matt wurde auch sie von Stick zur Kämpferin ausgebildet. Wie Stick teilt sie Matts moralische Ansprüche nicht und hat keine Bedenken, Menschen zu töten. Teils genießt sie es sogar. Als Kind hat Stick sie einem griechischen Diplomaten anvertraut, um sie vor „Der Hand“ zu schützen, die sie für The Black Sky hält und überzeugt ist, Elektra wäre dazu bestimmt, ihre Anführerin zu sein.
Agent Benjamin "Dex" Poindexter / Bullseye
Agent beim FBI, rettet Fisk das Leben und arbeitet im Anschluss für diesen. Nachdem er herausfindet, dass Fisk seine große Liebe hat töten lassen, stellt er sich gegen ihn und wird in einem Kampf schwer verletzt.
Special Agent Ray Nadeem
Wird als Betreuer vom FBI für Fisk eingesetzt. Findet im Verlauf heraus, dass Fisk weite Teile des FBI in der Hand hat und wird dann ebenfalls erpresst. Wird am Ende der dritten Staffel nach Anordnung von Vanessa getötet.

## Besetzung und Synchronisation
Die deutsche Synchronisation entstand nach Dialogbüchern von Benjamin Peter, Werner Böhnke und Sygun Liewald unter der Dialogregie von Klaus Bauschulte sowie Frank Muth durch die Synchronfirma Berliner Synchron.

### Hauptbesetzung
| Rollenname                           | Schauspieler           | Hauptrolle                       | Nebenrolle            | Synchronsprecher                                   |
| ------------------------------------ | ---------------------- | -------------------------------- | --------------------- | -------------------------------------------------- |
| Matthew „Matt“ Murdock / Daredevil   | Charlie Cox            | 1.01–3.13                        |                       | Tim Knauer                                         |
| Matthew „Matt“ Murdock / Daredevil   | Skylar Gaertner (Kind) |                                  | 1.01–1.02, 1.07, 3.02 | Arne Kapfer (Staffel 1) Finn Posthumus (Staffel 3) |
| Karen Page                           | Deborah Ann Woll       | 1.01–3.13                        |                       | Ann Vielhaben                                      |
| Franklin „Foggy“ Nelson              | Elden Henson           | 1.01–3.13                        |                       | Julien Haggège                                     |
| James Wesley                         | Toby Leonard Moore     | 1.01–1.11                        | 1.12                  | Dirk Bublies                                       |
| Leland Owlsley                       | Bob Gunton             | 1.01–1.13                        |                       | Frank-Otto Schenk                                  |
| Wilson Fisk / Kingpin                | Vincent D’Onofrio      | 1.01–1.13, 2.09–2.10, 3.01–3.13  | 2.08                  | Detlef Bierstedt                                   |
| Wilson Fisk / Kingpin                | Cole Jensen (Kind)     |                                  | 1.08                  | Cedric Eich                                        |
| Claire Temple                        | Rosario Dawson         | 1.02–1.06, 1.11, 2.03, 2.10–2.11 |                       | Claudia Gáldy                                      |
| Ben Urich                            | Vondie Curtis-Hall     | 1.03–1.12                        |                       | Jörg Hengstler                                     |
| Vanessa Marianna                     | Ayelet Zurer           | 1.03–1.13                        | 3.12–3.13             | Silke Matthias                                     |
| Frank Castle / Punisher              | Jon Bernthal           | 2.01–2.13                        |                       | Martin Kautz                                       |
| Blake Tower                          | Stephen Rider          | 2.02–3.03, 3.08, 3.12–3.13       |                       | Tobias Lelle                                       |
| Elektra „Ellie“ Natchios             | Élodie Yung            | 2.04–2.13                        |                       | Anne Düe                                           |
| Elektra „Ellie“ Natchios             | Lily Chee (jung)       |                                  | 2.12                  | Anne Düe                                           |
| Schwester Maggie                     | Joanne Whalley         | 3.01–3.13                        |                       | Christin Marquitan                                 |
| Rahul „Ray“ Nadeem                   | Jay Ali                | 3.01–3.13                        |                       | Fabian Oscar Wien                                  |
| Benjamin „Dex“ Poindexter / Bullseye | Wilson Bethel          | 3.02–3.13                        |                       | Wanja Gerick                                       |

### Nebenbesetzung
| Rollenname         | Schauspieler        | Staffel | Synchronsprecher                                            |
| ------------------ | ------------------- | ------- | ----------------------------------------------------------- |
| Melvin Potter      | Matt Gerald         | 1–3     | Stephan Schleberger (Staffel 1–2) Otto Strecker (Staffel 3) |
| Stick              | Scott Glenn         | 1–2     | Kaspar Eichel                                               |
| Sgt. Brett Mahoney | Royce Johnson       | 1–3     | Christoph Banken                                            |
| Mitchell Ellison   | Geoffrey Cantor     | 1–3     | Thomas Schmuckert                                           |
| Madame Gao         | Wai Ching Ho        | 1–2     | Katharina Lopinski                                          |
| Marci Stahl        | Amy Rutberg         | 1–3     | Dana Friedrich                                              |
| Pater Lantom       | Peter McRobbie      | 1–3     | Axel Lutter                                                 |
| Vladimir Ranskahov | Nikolai Nikolaeff   | 1       | Roman Kanonik                                               |
| Turk Barrett       | Rob Morgan          | 1–2     | Matti Klemm                                                 |
| Josie              | Susan Varon         | 1–2     | Nina Herting                                                |
| Nobu               | Peter Shinkoda      | 1–2     | Felix Spieß                                                 |
| Jack Murdock       | John Patrick Hayden | 1, 3    | Frank Schaff                                                |
| Benjamin Donovan   | Danny Johnson       | 2–3     | Charles Rettinghaus                                         |
| Jeri Hogarth       | Carrie-Anne Moss    | 2       | Sabine Falkenberg                                           |
| Samantha Reyes     | Michelle Hurd       | 2       | Anke Reitzenstein                                           |
| Tammy Hattley      | Kate Udall          | 3       | Anke Reitzenstein                                           |
| Strieber           | Ron Simons          | 3       | Walter Alich                                                |

## Rezeption
Die erste Staffel von Daredevil wurde von den Kritikern sehr positiv aufgenommen. Die Filmkritikseite Rotten Tomatoes erfasste 41 Kritiken, davon waren 98 Prozent positiv und es wurde ein durchschnittliches Rating von 8,2 von 10 Punkten vergeben. Bei Metacritic erreichte die erste Staffel basierend auf 22 Kritiken einen Score von 75 Prozent.
Andreas Borcholte nennt „das vom Mainstream-Druck des Massen-Networks befreite Noir-Drama“ auf Spiegel.de „Marvels bisher originellste und beste TV-Unternehmung“, auch wenn den Dialogen und der Inszenierung der letzte Schliff fehle. Anna Meinecke von n-tv.de nennt die Serie „verdammt brutal“, doch gelänge es den Machern der Show immer zur rechten Zeit, ihr Format auch zu beruhigen. Das Netflix-Format glänze laut ihr mit „fein gezeichneten Charakteren“, und im Gegensatz zu vielen anderen Fernsehshows spüre man die Chemie zwischen den Schauspielern. In der Abendzeitung wird die Serie – die in etwa so düster sei wie das Apartment der blinden Hauptfigur – wegen ihrer „schlichtweg wunderschön choreografierten Faustkämpfe“ gelobt. Mark Harrison bezeichnete D'Onofrios Fisk/Kingpin in seiner ausführlichen Analyse dieses Charakters für Den of Geek zusammenfassend als „bisher beste Darstellung eines Marvel-Schurken“.
Die Rezeption der zweiten Staffel fiel weniger gut als die erste aus, war aber dennoch positiv. Von 27 erfassten Kritiken auf der Seite Rotten Tomatoes waren 74 Prozent positiv; durchschnittlich war die Bewertung 7 von 10 möglichen Punkten. Bei Metacritic erreichte die zweite Staffel basierend auf 13 Kritiken einen Score von 68 Prozent.

## Audiodeskription
Mit dieser Serie bietet Netflix Blinden und Sehbehinderten zum ersten Mal die Möglichkeit an, eine Serie als Hörfilmfassung zu verfolgen. Derzeit ist die Bildbeschreibung nur in englischer Sprache abrufbar.